# حي الخبر الجنوبية
حي الخبر الجنوبية، أقدم أحياء محافظة الخبر بالمنطقة الشرقية، المملكة العربية السعودية. أُنشئ في الأربعينيات من القرن العشرين، وذلك لقربه من ميناء الخبر التابع وقتها لشركة أرامكو. يعرف الحي باسم حي الصبيخة محلياً أي سبخة لقربه من البحر.

## معالم الحي
بالحي منطقة الكورنيش الجنوبي الذي يفصله عن حي الخبر الشمالية، ومن أشهر الشوارع به شارع الظهران وهو الشارع الرئيسي وشارع الملك فهد، وتكثر بالحي الدوائر الحكومية مثل مديرية شرطة محافظة الخبر، وإدارة جوازات الخبر، وإدارة الدفاع المدني، وبلدية الخبر الجنوبية.